# Glomeremus sphinx
Glomeremus sphinx is een rechtvleugelig insect uit de familie Gryllacrididae. De wetenschappelijke naam van deze soort is voor het eerst geldig gepubliceerd in 1860 door Gerstaecker.